# Заря (стадион)
«Заря́» — футбольный стадион, находится в городе Краснознаменск, Россия. На стадионе выступает клуб «Краснознаменск».

## История
Официальное открытие стадиона состоялось в 2003 году. В настоящий момент вместимость стадиона составляет 4000 зрителей. Освещение находится на крыше стадиона. Размеры футбольного поля — 105×67 метров. Газон искусственный с подогревом. Стадион имеет двухъярусную трибуну и электронное табло. Первый официальный матч прошёл на стадионе в честь 25-летия победы Сборной СССР на Олимпийских играх между сборной звёзд российской эстрады «Старко» и Олимпийской сборной СССР 1988 г в 2003, а в 2013 второй такой матч. Адрес стадиона: г. Краснознаменск, ул. Связистов, д. 8. До «Краснознаменска» на стадионе выступали «Торпедо-ЗИЛ» (34 матча) в ПФЛ в сезонах 2006—2008, «Нара-ШБФР» (4 матча) в ПФЛ сезона 2005 и «Заря» в третьем (любительском) дивизионе сезона 2016. Первый гол на стадионе забил Баранов Алексей за «Нару-ШБФР».

## Матчи на стадионе
Матчи ФК «Заря» не учитываются
| # | Команда             | Матчи | Очки |
| - | ------------------- | ----- | ---- |
| 1 | ФК «Краснознаменск» | 52    | 74   |
| 3 | «Торпедо-ЗИЛ»       | 34    | 58   |
| 4 | «Нара-ШБФР»         | 4     | 8    |
| 5 | «Выбор» Одинцово    | 5     | 4    |

## Интересные сведения
- В 2016 году на стадионе проведена реконструкция — футбольное поле с искусственным покрытием последнего поколения, установлены системы освещения и звука, восстановлено электронное табло.
- Первый матч на этом стадионе провела команда «Нара-ШБФР» с ФК «Пресня».